# Anurachorutes martynovae
Genre
Espèce
Anurachorutes martynovae, unique représentant du genre Anurachorutes, est une espèce de collemboles de la famille des Neanuridae.

## Distribution
Cette espèce se rencontre en Asie centrale.

## Étymologie
Son nom spécifique, martynovae, lui a été donné en l'honneur d'Elena Fedorovna Martynova (d) (1925–2003), entomologiste russe spécialiste des collemboles.

## Publication originale
- Kuznetsova & Potapov, 1988 : « New data on the taxonomy of springtails of the family Neanuridae and Odontellidae (Collembola) ». Zoologicheskii Zhurnal, vol. 67, no 12, p. 1833-1844